# هورنی دووریشتی
هورنی دووریشتی (به چکی: Horní Dvořiště) یک منطقهٔ مسکونی در جمهوری چک است که در ناحیه تشسکی کروملوو واقع شده‌است.